# Liste der Naturdenkmale in Rasdorf
Die Liste der Naturdenkmale in Rasdorf nennt die im Gebiet der Gemeinde Rasdorf im Landkreis Fulda in Hessen gelegenen Naturdenkmale.
| Bild            | Bezeichnung                       | Ortsteil, Lage                              | Beschreibung | Art   | Nr.      |
| --------------- | --------------------------------- | ------------------------------------------- | ------------ | ----- | -------- |
| BW              | Eiche bei der Hockenmühle         | Grüsselbach 50° 44′ 10,4″ N, 9° 54′ 49,5″ O |              | Eiche | 6.31.800 |
| Fotos hochladen | 2 Linden vor der Kirche           | Rasdorf 50° 43′ 7,8″ N, 9° 53′ 50,1″ O      |              | Linde | 6.31.802 |
| BW              | 5 Linden am Weg zum Gehilfersberg | Rasdorf 50° 43′ 27,1″ N, 9° 53′ 17,9″ O     |              | Linde | 6.31.803 |
| BW              | Felswand Dietgesstein             | Setzelbach 50° 40′ 31,8″ N, 9° 53′ 0,8″ O   |              |       | 6.31.804 |

## Belege
1. ↑  
Naturdenkmalliste. (pdf; 866 kB) Anhang zu TOP II.22 der Kreistagssitzung am 07.06.2010. Naturdenkmale im Landkreis Fulda. Der Kreisausschuss Landkreis Fulda, 26. Mai 2010, abgerufen am 24. Januar 2016.

- Karte mit allen Koordinaten:
- OSM |
- WikiMap